# 张志军 (1964年)
张志军（1964年7月—），中华人民共和国男性政治人物，辽宁义县人，中国共产党党籍。研究生学历。曾任中共吉林省委常委、长春市委书记等职务。现任吉林省政协副主席。

## 生平
1985年4月加入中国共产党。早年毕业于长春师范学院中文系汉语言文学专业，1989年8月参加工作，留校任教。2001年8月任中共辽源市委常委，同年10月兼任市委政法委书记，2003年1月改兼市委宣传部部长，同年12月改兼市委组织部部长。2008年3月，任中共吉林市委常委、组织部部长。2010年4月任中共吉林市委副书记，次年3月任吉林省人民政府外事办公室（吉林省人民政府侨务办公室）主任、党组书记。2012年8月，兼任中共吉林省委组织部副部长，次月任吉林省人力资源和社会保障厅厅长、党组书记。2015年9月，任中共白山市委书记。2019年9月，任吉林省人民政府党组成员、副省长。2020年5月，任中共长春市委副书记、长春市人民政府代市长，同年6月当选为长春市人民政府市长。2021年5月，任中共吉林省委常委、长春市委书记。2023年4月，不再担任中共吉林省委常委、长春市委书记，由张恩惠接替。2024年1月，当选为吉林省政协副主席。